# Silje Nergaard

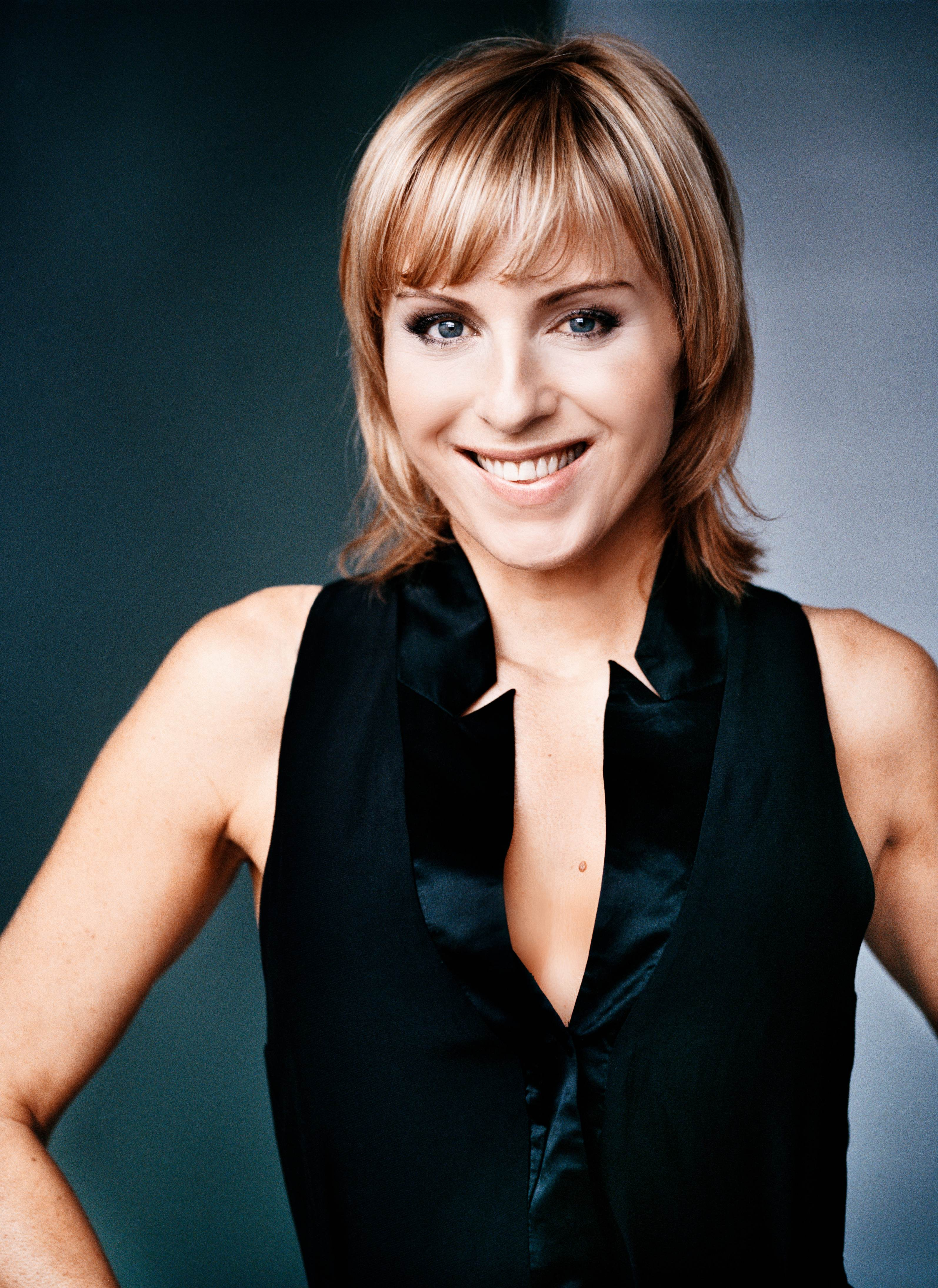
Silje Nergaard (2011)

Silje Nergaard (* 19. Juni 1966 in Steinkjer) ist eine norwegische Jazzsängerin.

## Leben und Karriere
Silje Nergaard wuchs als Tochter eines Lehrerehepaares im norwegischen Hamar auf. Schon früh kam sie durch Schallplatten ihrer Mutter von Stan Getz und João Gilberto mit Jazzmusik in Berührung. Weitere musikalische Vorbilder wie Al Jarreau und Joni Mitchell weckten in ihr die Liebe zum Gesang.
Erste künstlerische Meriten erntete Nergaard als 16-jähriger Teenager beim internationalen Jazzfestival in Molde. 1985 trat sie beim Vorentscheid (Norsk Melodi Grand Prix) ihres Landes für den Grand Prix Eurovision de la Chanson mit dem Song Si Det, Si Det auf (den später die Norwegischen Vertreter Bobbysocks gewinnen). Bei einer Jam-Session der Ex-Band des 1987 verstorbenen Bassisten Jaco Pastorius wagte sich die junge Sängerin auf die Bühne und begeisterte die anwesenden Musiker und Hörer mit ihren Interpretationen, woraufhin die norwegische Presse ihr Potential zum Star zuschrieb. Auf Empfehlung des amerikanischen Jazzgitarristen Pat Metheny erhielt sie beim Label EMI einen Plattenvertrag. 1990 erschien ihre Debütplatte Tell Me Where You're Going, die Platz 7 der norwegischen Popcharts erreichte. Die Platte erreichte Platz 1 der japanischen Radiocharts. In Japan wurde ein Wein nach ihr benannt; sie durfte als erste westliche Künstlerin überhaupt im Heian-Schrein in Kyōto auftreten. Nach zwei weiteren Alben für EMI wechselte Silje Nergaard 1995 zu dem kleinen norwegischen Plattenlabel Kirkelig Kulturverksted. Dort veröffentlichte sie 1995 und 1996 zwei weitere Alben in ihrer Landessprache.
In der darauf folgenden vierjährigen Schaffenspause kam Nergaards erste Tochter Erle zur Welt. Ende 1999 meldete sie sich zurück, als man ihr in den USA für ihren Titel I Don't Want To See You Cry bei einem Songwriter-Wettbewerb den Honorable Mention Award verlieh. Wieder mehr der Jazzmusik zugetan, gewann sie drei Landsleute – das Tord Gustavsen Trio – als Begleitband. Spätestens mit ihrem ersten Album nach der Pause, Port of Call, erreichte sie auch den internationalen Durchbruch, was sich in einer massiven Medien- und Festivalpräsenz manifestierte. Die Texte der Eigenkompositionen stammen von ihrem Schwager Mike McGurk. Die zweite Veröffentlichung At First Light (2001) sprang sofort auf Platz eins der norwegischen Popcharts. Im Mai 2003 kam ihre zweite Tochter Karla zur Welt.
Mit einem Konzert am 7. Dezember 2005, bei dem Nergaard auch ein Duett mit ihrem Ehemann sang, beendete sie in der Tonhalle Düsseldorf ihre sechsjährige Zusammenarbeit mit dem Tord Gustavsen Trio.
Für das Album Unclouded (2012) schrieb Nergaard gemeinsam mit Hallgrim Bratberg und Håvar Bendiksen neun neue eigene Stücke. Gastmusiker waren John Scofield, „Jojje“ Wadenius, Knut Reiersrud und Nils Petter Molvær.

## Diskografie

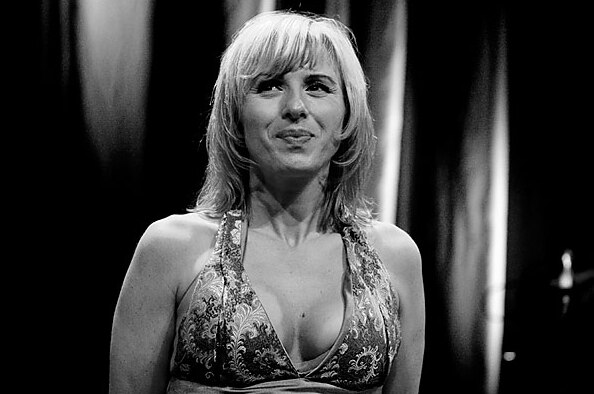
Nergaard in Rotterdam (2008)

### Alben
| Jahr | Titel                             | Höchstplatzierung, Gesamtwochen, AuszeichnungChartplatzierungen (Jahr, Titel, Platzierungen, Wochen, Auszeichnungen, Anmerkungen) | Höchstplatzierung, Gesamtwochen, AuszeichnungChartplatzierungen (Jahr, Titel, Platzierungen, Wochen, Auszeichnungen, Anmerkungen) | Höchstplatzierung, Gesamtwochen, AuszeichnungChartplatzierungen (Jahr, Titel, Platzierungen, Wochen, Auszeichnungen, Anmerkungen) | Anmerkungen     |
| Jahr | Titel                             | DE | UK | NO | Anmerkungen     |
| ---- | --------------------------------- | --- | --- | --- | --------------- |
| 1990 | Tell Me Where You’re Going        | — | — | NO10 (5 Wo.)NO | als Silje       |
| 1994 | Cow on the Highway                | — | — | NO16 (3 Wo.)NO | als Silje       |
| 1995 | Brevet                            | — | — | NO35 (1 Wo.)NO | als Silje       |
| 2000 | Port of Call                      | — | — | NO7 (11 Wo.)NO |                 |
| 2001 | At First Light                    | DE— GoldDE | — | NO1 (32 Wo.)NO |                 |
| 2003 | Nightwatch                        | — | — | NO1 (19 Wo.)NO |                 |
| 2005 | Be Still My Heart - The Essential | — | — | NO11 (12 Wo.)NO | Best-of-Album   |
| 2007 | Darkness Out of Blue              | DE99 (1 Wo.)DE | — | NO3 (11 Wo.)NO |                 |
| 2009 | A Thousand True Stories           | DE66 (2 Wo.)DE | — | NO3 (13 Wo.)NO |                 |
| 2010 | If I Could Wrap Up a Kiss         | — | — | NO8 (6 Wo.)NO | Weihnachtsalbum |
| 2012 | Unclouded                         | DE73 (1 Wo.)DE | — | NO12 (6 Wo.)NO |                 |
| 2015 | Chain of Days                     | DE75 (1 Wo.)DE | — | NO8 (3 Wo.)NO |                 |
| 2020 | Silje Nergaard                    | DE50 (1 Wo.)DE | — | — |                 |

Weitere Alben
- Silje (1991)
- Hjemmefra („From Home“) (1996)
- 3Sat Jazz im Zelt („Silje Nergaard & Band“) (2003)
- For You a Thousand Times (2017)
- Tomorrow We’ll Figure Out the Rest (2025)

### Singles (Charterfolge)
| Jahr | Titel                      | Höchstplatzierung, Gesamtwochen, AuszeichnungChartplatzierungen (Jahr, Titel, Platzierungen, Wochen, Auszeichnungen, Anmerkungen) | Höchstplatzierung, Gesamtwochen, AuszeichnungChartplatzierungen (Jahr, Titel, Platzierungen, Wochen, Auszeichnungen, Anmerkungen) | Höchstplatzierung, Gesamtwochen, AuszeichnungChartplatzierungen (Jahr, Titel, Platzierungen, Wochen, Auszeichnungen, Anmerkungen) | Anmerkungen            |
| Jahr | Titel                      | DE | UK | NO | Anmerkungen            |
| ---- | -------------------------- | --- | --- | --- | ---------------------- |
| 1990 | Tell Me Where You’re Going | — | UK55 (13 Wo.)UK | — | Wiederveröffentlichung |

## Auszeichnungen
- 2003: Spellemannprisen in der Rubrik This year's Spellemann
- 2005: Gammleng-Preis in der Rubrik Jazz